# بوتناث
بوتناث أو ما هو معروف ب«شبح نات» هو فيلم هندي كوميدي من بطولة أميتاب باتشان وشاه روخان وجوهي تشاولا وامان (وبريالشو شاترجي وراجبال ياداف في دور ثانوي) تم إنشاؤه عام 2008 وإخراجه من قبل فيفيك شارما يتكون من جزئين فجزؤه الثاني أنشئ عام 2014 تحت اسم عودة بوتناث.

## قصته
يتحدث الفيلمم عن والدان أديتيا (شاروخان) وأنجلي (جوهي شاوالا) وابنهما بينكو (أمان صديقي) المشاغب حيث يعمل شاروخان مدير لشركة السفن حيث انتقل إلى غوا برفقة عائلته لكنه يضطر لترك بينكو وانجلي وحدهم في البيت الذي استئجروه حيث كان قصر يدعى فيلا ناث والذي انتشرت حوله خرافات الأشباح والأساطير فكل من في البلدة يقولون ذلك أن روح السيد ناث لازالت تسكن البيت لكن انجلي لم تصدق ذلك أنها وجدت اشياءها تختفي وكان انطوني (سارق) يسرق الاشياء فظنت انجال ان السكّان ظنو ان انطوني هو الشبح فطلبت من انطوني تنظيف البيت لتعطيه نقود لكن الشبح وسخ البيت أكثر مما اضطر انطوني للهرب وعندما يسألها بينكو عن معنى الأشباح فقالت له ان الاشباح هي ملائكة تشبه جدّك، في ليلة من الليالي استيقظ بينكو وذهب للأسفل لتناول ايس كريم وبينما كان يتناوله رأى خيال الرجل الشبح فأوقع الوعاء وذهب لمناداة أمه وحين نزلت معه اختفى الشبح واختفى الوعاء أيضا وطلبت انجلي من بينكو عدم النزول مجددا وذهبت للنوم معتقدة بأنه يؤلف قصص لكن بينكو نزل مجددا ثم ظهر له الشبح واخبره انه شبح وحاول اخافته لكن بينكو لم يخف واخذ يضحك واعتبر الشبح على أنه صديقه لكن في يوم من الأيام سقط بينكو من سلم البيت واصيب بجرح بالغ وكل هذا بسبب الشبح وعندما سأله الجميع عن السبب اخبرهم انه انزلق ولم رد الوشاية به ومن هناك أصبح الشبح طيبا ويحب بينكو لانه يشبه حفيده الذي بعد عنه بسبب ابن الشبح الذي يدعى فيجاي الذي ترك والده ناث (الشبح) وذهب ليستقر في أمريكا حتى توفي الوالد وهو يحاول اللحاق بابنه في البيت، في يوم من الأيام عاد ابن ناث (فيجاي) لبيع المنزل الذي يسكن فيه بينكو ووالدته منذ سنة عندما سمع الشبح غضب وزلزل البيت حتى يخرج اضدقاء ابنه الذين يريدون شراء المنزل مخبرا بينكو ان المنزل ليس للبيع وان بينكو وحده من يسكنه ولا يمكن لبينكو الرحيل وهنا طلب بينكو من الشبح ان يظهر لأمه وعندما اخبر الشبح انجلي بهذا خافت انجلي انه ان اطرت يوما للبرحيل سيلحق بهم الشبح الأذى فاستشارت حكيما بعد عودة اديتيا للمنزل واخبرهم الحكيم ان شبح ناث لا يؤذي ابدا لكن يجب اقامة حفل عزاء لتخليص روحه ولرقوده بسلآم ولا يمكن أن تتم المراسم الا بحضور ابنه فذهب اديتيا ليكلم ابنه وطلب منه أن يأتي ثم اقامو حفل عزاء وتحررت روح الشبح وأصبح نجمة في السماء ينظر لها بينكو كل يوم

### الممثلون
اديتيا شارما شاه روخ خان
انجالي juhi chawla
الشبح كايلاش ناث (بوتناث) أميتاب باتشان
انطوني السارق راجبال ياداف
فيجاي ابن ناث Priyanshu Chatterjee
بينكو (أمان) بوتناث

#### البوكس اوفيس
يوم انطلاق الفلم: 9 ماي 2008
المال المصروف على الفيلم 	₹200 million (US$3.2 million)
المال المجني من الفيلم ₹684 million (US$11 million)

## روابط خارجية
- بوتناث على موقع IMDb (الإنجليزية)
- بوتناث على موقع نتفليكس (الإنجليزية)
- بوتناث على موقع ألو سيني (الفرنسية)
- بوتناث على موقع Turner Classic Movies (الإنجليزية)
- بوتناث على موقع أول موفي (الإنجليزية)
- بوتناث على موقع بوكس أوفيس موجو (الإنجليزية)
- بوتناث على موقع قاعدة بيانات الفيلم (الإنجليزية)
- بوتناث على موقع ليتربوكسد (الإنجليزية)
- بوتناث على موقع كينوبويسك (الروسية)